# Oliver Borchers
Oliver Borchers (* 29. Dezember 1971 in Wiesbaden) ist ein deutscher Schriftsteller.

## Leben und Werk
Oliver Borchers wuchs in Porto (Portugal) auf. Nach dem Abitur absolvierte er eine kaufmännische Ausbildung bei der Deutsch-Portugiesischen IHK, danach zog er nach Deutschland, wo er in Detmold zum staatlich geprüften Betriebswirt fortgebildet wurde. Seit 2001 wohnt und arbeitet er im Kreis Paderborn.
Oliver Borchers schreibt hauptsächlich im Bereich Phantastik. Neben seinen Romanen veröffentlichte er zahlreiche Kurzgeschichten in unterschiedlichen Anthologien. Eine seiner Kurzgeschichten war die Sieger-Story des PAN-Kurzgeschichtenwettbewerbs bei TOR Online im Juni 2018. Er ist Mitglied des Phantastik-Autoren-Netzwerks.

## Preise und Nominierungen
2018: Sieger-Geschichte des PAN-Kurzgeschichtenwettbewerbs bei TOR Online im Juni 2018 mit Herz aus Blech

## Werke
- Nano: Lüneburg. Verlag der Schatten/Shadodex 2020, ISBN 978-3-946381-94-5
- Nano: Porto. Verlag der Schatten/Shadodex 2022, ISBN 978-3-98528-020-9
- Ein Orbit voller Hacker. Eigenverlag 2015, ISBN 978-1516925308